# IJstijdrelict
Een ijstijdrelict of glaciaalrelict is een plant- of diersoort, die geïsoleerd op een bepaalde plaats wordt gevonden als restant van het verspreidingsgebied tijdens of na de laatste ijstijd (Weichselien). De soort moet dus zonder onderbreking op die plaats voorkomen en niet meer in verbinding staan met het hoofdverspreidingsgebied. Veel soorten die vroeger als ijstijdrelict werden beschouwd, blijken bij nader inzien in België of Nederland aan de zuidelijke rand van het verspreidingsgebied voor te komen of opnieuw te zijn geïntroduceerd. Zo worden hier en daar in de Alpen op grote hoogte, dus in een koude omgeving, soorten gevonden die verder alleen veel noordelijker voorkomen. Ook bepaalde plassen op de Drentse hei bevatten enkele soorten planten en insecten, die verder alleen op de breedte van Lapland worden aangetroffen.

## Planten
Diverse plantensoorten in Nederland worden als ijstijdrelict beschouwd.

### Boreaal hoofdverspreidingsgebied
- noordse zegge

Van deze soort was tot het midden van de 19de eeuw de meest nabije bekende groeiplaats in Midden-Zweden. In de 20ste eeuw werd deze soort herkend in herbariummateriaal dat was verzameld bij Haren in Groningen in het jaar 1845 (in eerste instantie foutief als scherpe zegge gedetermineerd), 700 km ten zuiden van het toen bekende verspreidingsgebied. De plant komt nog steeds voor in Groningen, maar is later ook ontdekt in Drenthe, Noord-Duitsland en Zuid-Zweden. Mocht de soort ook nog in Denemarken voorkomen, vervalt de status ijstijdrelict ook voor deze soort.
- noordelijke waterlelie (Nymphaea candida)[2]

Deze soort werd in Nederland pas ontdekt in 1979, namelijk in het Haarsteegse Wiel tussen Vlijmen en Heusden langs de Maas in Noord-Brabant. Uit herbariumonderzoek bleek dat noordelijke waterlelie al veel eerder was gevonden, namelijk in 1881 in Veendam, maar oude vondsten werden verward met witte waterlelie (Nymphaea alba). De vindplaatsen in Nederland bevinden zich ruim buiten het aaneengesloten areaal dat pas begint ten oosten van de Oder in Polen. In Noord-Duitsland komt de soort geïsoleerd voor op de Lüneburger Heide en in het grensgebied met Tsjechië. Noordelijke waterlelie heeft een zeer beperkte capaciteit tot lange-afstandsverspreiding: alleen met rivieren weet de soort zich over grotere afstanden te verspreiden. Het maximale areaal in Noordwest-Europa is vermoedelijk tot stand gekomen aan het eind van het Pleistoceen door het afbuigen van de Siberische rivieren die geblokkeerd werden door de ijskappen, en reikte ooit tot Wales; hier zijn pollen gevonden van deze soort uit het Allerød-interstadiaal (13.900 tot 12.850 jaar geleden). Sindsdien is de soort teruggedrongen tot haar huidige areaal, waarbij de soort slechts kon overleven in geïsoleerde delen van het landschap die ongeschikt of onbereikbaar waren voor de veel concurrentiekrachtiger witte waterlelie. De hoofdverspreiding van de noordelijke waterlelie in Nederland ligt nu in de beekdalen aan de westrand van het Drentse Plateau, met name in de dalen van de Lende en de Tjonger, en in de Schoterlandse Compagnonsvaart.

### Arctisch/Alpien hoofdverspreidingsgebied
- dennenwolfsklauw

### Verspreidingsgrens
Soorten waarvan de Nederlandse populatie de zuidelijke rand van het verspreidingsgebied vormen worden soms ten onrechte als ijstijdrelict aangeduid.
- eenarig wollegras
- kraaiheide
- rijsbes
- veenbloembies
- zevenster
- zweedse kornoelje

### Neofyten
Sommige soorten met een noordelijk verspreidingsgebied hebben zich recent gevestigd in de oude naaldbossen die in het midden van de 19de eeuw in Nederland zijn aangeplant en zijn daarom ook geen ijstijdrelict.
- berendruif
- dennenorchis
- kleine keverorchis
- linnaeusklokje
- stekende wolfsklauw

## Dieren
- Dytiscus lapponicus, noordse geelgerande waterkever
- Eurycercus glacialis, een zoutwatervlokreeftje